# Centimorgan
U genetici, centimorgan (skraćeno cM), ili jedinica mape (m.u.), je jedinica za merenje genetičke povezanosti. Ona se definiše kao rastojanje između hromozomskih pozicija (lokusa ili markera) za koje je očekivani prosečni broj hromozomskih krosing-overa u jednoj generaciji 0.01. Ona se često koristi za označavanje rastojanja duž hromozoma.

## Relacija to fizičko rastojanje
Broj baznih parova koji odgovara centimorganu znatno varira duž genoma (različiti regioni hromozoma imaju različite sklonosti ka krosing-overu). Jedan centimorgan u proseku predstavlja oko 1 milion baznih parova kod ljudi. Plasmodium falciparum ima prosečno rekombinaciono rastojanje od ~15 kb po centimorganu. Geni na različitim hromozomima su inherentno razdvojeni, te cM rastojanje između njih nema značenja.

## Literatura
- Matthew P Scott; Paul Matsudaira; Harvey Lodish; James Darnell; Lawrence Zipursky; Chris A Kaiser; Arnold Berk; Monty Krieger (2004). Molecular Cell Biology, Fifth Edition. San Francisco: W. H. Freeman. стр. 396.  978-0-7167-4366-8.